# معاهدة الدفاع المشترك بين الولايات المتحدة وجمهورية الصين
معاهدة الدفاع المشترك بين الولايات المتحدة وجمهورية الصين، هي اتفاقية دفاعية وُقِّعت بين الولايات المتحدة وجمهورية الصين (تايوان) وسُرِّيَت من عام 1955 إلى عام 1980. وكان الهدف منها الدفاع عن جزيرة تايوان من غزو جمهورية الصين الشعبية. وقد نُقِلَ بعض بنودها إلى قانون العلاقات مع تايوان لعام 1979 بعد فشل دعوى جولدووتر ضد كارتر.

## خلفية
في سياق المواجهة التي شهدتها الحرب الباردة بين الدول الرأسمالية والدول الشيوعية في جميع أنحاء العالم، كانت معاهدة الدفاع المشترك بين الولايات المتحدة الأمريكية وجمهورية الصين تهدف إلى تأمين جزيرة تايوان من الغزو المحتمل من قبل جمهورية الصين الشعبية في أعقاب الحرب الأهلية الصينية على البر الرئيسي للصين.
وبدلاً من اتباع نهج متعدد الأطراف في التحالفات والمعاهدات في شرق آسيا، كما حدث في أوروبا مع حلف شمال الأطلسي، قررت الولايات المتحدة اتباع نهج ثنائي مع حلفائها الآسيويين (الفلبين، وجمهورية الصين، واليابان، وكوريا الجنوبية)، والمعروف باسم نظام سان فرانسيسكو أو نظام المحاور والأسلاك. وبما أن السياسات في آسيا تتراوح بين الديمقراطية والاستبدادية، فسوف يكون من الصعب إيجاد قاعدة للعلاقات المتعددة الأطراف تنبع من القيم المشتركة. وعلاوة على ذلك، لم يكن يُنظر إلى الدول الآسيوية على أنها تواجه تهديداً واحداً، على عكس أوروبا الغربية التي واجهها الاتحاد السوفييتي. لذلك فقد كان من الأفضل متابعة العلاقات الثنائية. 
وقعت المعاهدة في 2 ديسمبر 1954 في واشنطن العاصمة،  ودخلت حيز التنفيذ في 3 مارس 1955. 
وقد دعمت المعاهدة جمهورية الصين في تأكيد شرعيتها باعتبارها الحكومة الوحيدة لعموم البر الرئيسي للصين حتى أوائل سبعينيات القرن العشرين. خلال الحرب الباردة، ساعدت المعاهدة أيضاً صناع القرار السياسي في الولايات المتحدة على تشكيل سياسة الاحتواء في شرق آسيا، إلى جانب كوريا الجنوبية واليابان، ضد الانتشار المحتمل للشيوعية.

## الالتزامات

شارة قيادة الدفاع الأمريكية في تايوان (USTDC، 1955-1979)

شارة المجموعة الاستشارية للمساعدات العسكرية، تايوان (1951–1979)

تألفت المعاهدة من عشر مواد رئيسية. تضمّن محتوى المعاهدة بندًا ينص على أنه في حال تعرّضت دولة لهجوم، تُقدّم الدولة الأخرى المساعدة والدعم العسكري.
اقتصر تطبيق المعاهدة على الدفاع عن جزيرة تايوان وجزر بيسكادوريسفقط. لم تكن كينمن وماتسو محميتين بموجب هذه المعاهدة. لذلك، وقفت الولايات المتحدة جانبًا خلال أزمة مضيق تايوان الثانية. كما منعت المعاهدة جمهورية الصين من الشروع في أي عمل عسكري ضد البر الرئيسي الصيني، حيث لم تشمل المعاهدة سوى تايوان وجزر بيسكادوريس، ولم تُؤيد أي أعمال عسكرية أحادية الجانب.
ومن وجهة نظر مجلس الشيوخ الأمريكي، وبالتزامن مع التصديق على المعاهدة المتعددة الأطراف، حدد تقرير أصدرته لجنة العلاقات الخارجية بمجلس الشيوخ الأمريكي في 8 فبراير 1955 ما يلي: "إن وجهة نظر اللجنة هي أن دخول المعاهدة الحالية حيز التنفيذ لن يعدل أو يؤثر على الوضع القانوني الحالي لفورموزا وجزر بيسكادوريس".
ولتجنب أي احتمال لسوء الفهم بشأن هذا الجانب من المعاهدة، قررت اللجنة أنه سيكون من المفيد تضمين البيان التالي في هذا التقرير:
إن فهم مجلس الشيوخ هو أنه لا يجوز تفسير أي شيء في المعاهدة على أنه يؤثر على أو يعدل الوضع القانوني أو سيادة الأقاليم التي تنطبق عليها. 

## تأثير
تحسنت العلاقات بين الولايات المتحدة والاتحاد السوفييتي، ولم تدعم الولايات المتحدة أي هجوم مضاد على البر الرئيسي. واصلت القوات المسلحة لجمهورية الصين شن هجمات مضادة على نطاق ضيق، مُتكبدةً المزيد من الهزائم وأقل انتصارات. ونتيجة لهذا، يُعتقد أن الجيش الوطني أضاع ثلاث فرص كبرى (القفزة العظيمة للأمام في عام 1958، والصراع على الحدود الصينية الهندية في عام 1962، والثورة الثقافية في عام 1966)، الأمر الذي خنق تماما أمل حكومة جمهورية الصين في شن هجوم مضاد على البر الرئيسي.
لم تقتصر فوائد هذه المعاهدة على تايوان والولايات المتحدة، بل امتدت لتشمل غرب المحيط الهادئ بأكمله، وهو ما يختلف قليلاً عن معاهدة التعاون والأمن بين الولايات المتحدة واليابان، ومعاهدة الدفاع المشترك بين الولايات المتحدة والفلبين. نصت المعاهدة على أنه، بالإضافة إلى الدفاع عن النفس، يجب أن تلتزم أي إجراءات عسكرية تتخذها جمهورية الصين في تايوان ضد البر الرئيسي الصيني بالقيود التي اتفقت عليها الولايات المتحدة. أعاد ترومان سياسة الحياد عبر مضيق تايوان إلى حد ما.
منعت المعاهدة الحزب الشيوعي الصيني من مهاجمة تايوان وأرست حالة الانقسام طويل الأمد بين جانبي مضيق تايوان. تمركزت القوات الأمريكية في تايوان بهدف إرساء الأمن العسكري وضمان تنمية تايوان وتحويل أزمة تايوان إلى سلام.

## إنهاء
رغم أن المعاهدة لم تكن مُحددة بمدة زمنية، إلا أن المادة العاشرة منها نصّت على أنه يحق لأيٍّ من الطرفين إنهاء المعاهدة بعد عام واحد من إخطار الطرف الآخر. وبناءً على ذلك، انتهت المعاهدة في الأول من يناير 1980، أي بعد عام واحد من إقامة الولايات المتحدة علاقات دبلوماسية مع جمهورية الصين الشعبية في الأول من يناير 1979.
كانت السلطة الممنوحة للرئيس جيمي كارتر لإلغاء معاهدة من جانب واحد، في هذه الحالة، معاهدة أميركا مع جمهورية الصين، موضوع قضية جولدووتر ضد كارتر أمام المحكمة العليا، حيث رفضت المحكمة الحكم على قانونية هذا الإجراء على أسس قضائية، وبالتالي السماح له بالمضي قدما.

## قانون العلاقات مع تايوان
وبعد وقت قصير من اعتراف الولايات المتحدة بجمهورية الصين الشعبية، أقر الكونجرس الأمريكي قانون العلاقات مع تايوان. ولا يزال بعض محتوى المعاهدة موجوداً في القانون؛ على سبيل المثال، تعريف "تايوان". ومع ذلك، فإنها لا تصل إلى حد الوعد بتقديم المساعدة العسكرية المباشرة لتايوان في حالة الغزو. 

## روابط خارجية
- معاهدة الدفاع المشترك بين الولايات المتحدة الأمريكية وجمهورية الصين؛ 2 ديسمبر 1954